# Kroatische Eishockeyliga 2017/18
Die Saison 2017/18 war die 27. Spielzeit der kroatischen Eishockeyliga, der höchsten kroatischen Eishockeyspielklasse. Es nahmen fünf Mannschaften teil, Meister wurde erneut der KHL Medveščak Zagreb II.

## Teilnehmer
Vorrunde:
| Mannschaft | Stadt   | Vorjahresplatzierung | Heimarena              | Kapazität |
| ---------- | ------- | -------------------- | ---------------------- | --------- |
| KHL Mamut  | Delnice | Neu                  | Ledena Dvorana Delnice |           |
| KHL Sisak  | Sisak   | 4. Platz Hauptrunde  | Klizalište Zibel       | 1.000     |

Ab den Halbfinale:
| Mannschaft       | Stadt  | Liga | Vorjahresplatzierung Kroatische Eishockeyliga | Heimarena         | Kapazität |
| ---------------- | ------ | ---- | --------------------------------------------- | ----------------- | --------- |
| KHL Medveščak II | Zagreb | IHL  | Meister                                       | Dom športova      | 6.358     |
| KHL Mladost      | Zagreb | IHL  | Vizemeister                                   | Dvorana Velesajam | 1.000     |
| KHL Zagreb       | Zagreb | IHL  | 3. Platz Hauptrunde                           | Dvorana Velesajam | 1.000     |

## Vorrunde
| Pl. |           | Sp | S | OTS | OTN | N | Tore  | Diff. | Punkte |
| 1.  | KHL Sisak | 3  | 3 | 0   | 0   | 0 | 64:00 | +64   | 9      |
| 2.  | KHL Mamut | 3  | 0 | 0   | 0   | 3 | 00:64 | −64   | 0      |

Abkürzungen: Pl. = Platz, Sp = Spiele, S = Siege, OTS = Siege nach Verlängerung (Overtime), OTN = Niederlagen nach Verlängerung, N = Niederlagen, Diff. = Differenz

Erläuterungen: Qualifikation für die Play-offs

## Play-offs
|  | Halbfinale | Halbfinale              | Halbfinale |  |  | Finale | Finale                  | Finale |
|  |            |                         |            |  |  |        |                         |        |
|  |            |                         |            |  |  |        |                         |        |
|  |            | KHL Medveščak Zagreb II | 2          |  |  |        |                         |        |
|  | 1          | KHL Sisak               | 0          |  |  |        |                         |        |
|  |            |                         |            |  |  |        | KHL Medveščak Zagreb II | 2      |
|  |            |                         |            |  |  |        | KHL Zagreb              | 0      |
|  |            | KHL Zagreb              | 2          |  |  |        |                         |        |
|  |            | KHL Mladost Zagreb      | 1          |  |  |        |                         |        |
|  |            |                         |            |  |  |        |                         |        |

### Halbfinale
Die Halbfinalespiele werden im Modus Best-of-Three ausgetragen.
1. Runde: 28. Februar und 4. März 2018

2. Runde: 5. und 18. März 2018

3. Runde: 12. März 2017
|                         | Serie |                    | 1    | 2    | 3   |
| KHL Medveščak Zagreb II | 2:0   | KHL Sisak          | 14:3 | 23:5 | –   |
| KHL Zagreb              | 2:1   | KHL Mladost Zagreb | 1:3  | 10:4 | 3:1 |

### Finale
Die Finalspiele werden im Modus Best-of-Three ausgetragen.
1. Runde: 26. März 2018

2. Runde: 31. März 2018
|                         | Serie |            | 1    | 2   | 3 |
| KHL Medveščak Zagreb II | 2:0   | KHL Zagreb | 10:4 | 7:4 | – |